# Siraj al-Akhbar
Siraj al-Akhbar (persisch سراج‌الاخبار, DMG Sirāǧ al-aḫbār; deutsch „Leuchte der Nachrichten“) war ein persisches Magazin, das in Kabul von 1911 bis 1919 erschien. Die Zeitschrift wurde 1911 veröffentlicht und von Mahmud Tarzi als Modernisierungsversuch mit Unterstützung von Emir Habibullah Khan gegründet. Es war hauptsächlich ein politisches Magazin, das das Land über internationale Angelegenheiten und die aktuellen Ereignisse des Landes informieren sollte. Siraj al-Akhbar bewarb den Panislamismus und unterstützte die Koalition der Jungtürken im Osmanischen Reich. Als erste anerkannte Zeitung des Landes wird mit Siraj al-Akhbar die Gründung der afghanischen Presse verbunden.

## Geschichte

### Gründung
Mahmud Tarzi wurde am 23. August 1865 als Sohn von Sardar Gholam Mohammad Tarzi, dem Anführer des Königshauses Mohamadzai und bekannter Dichter, in Ghazni, Afghanistan, geboren. Als die Familie 1881 nach der Thronbesteigung von Emir Abdur Rahman Khan zum Exil verurteilt wurde, lebten sie vier Jahre lang in Karachi, Sindh, bevor sie nach Syrien zogen. Tarzi reiste in seiner Jugend häufig, u. a. nach Mekka und Paris. In einem seiner frühesten Werke „Account of a Journey“ („Bericht über eine Reise“) erzählt er von diesen Reisen, die viel dazu beitrugen, dem jungen Mahmud Tarzi Ideen der Moderne und Verwestlichung zu vermitteln. Seine Freundschaft mit dem politischen Aktivisten und islamischen Ideologen Jamal ad Din al Afghani förderten ebenso sein Interesse am Panislamismus.
Als Emir Abdur Rahman starb, bestieg Habibullah Khan den Thron und holte Tarzi aus dem Exil zurück. 1905 heirateten die zwei Töchter Tarzis sowohl den neuen König Habibullah als auch den Prinzen und zukünftigen König Amanullah Khan. Er erhielt einen Posten in der Regierung und wurde kurz darauf ermutigt, eine Zeitung zu gründen. Siraj al-Akhbar wurde erstmals 1911 veröffentlicht und hatte eine Auflage von insgesamt 1600 Exemplaren.
Sie wurde sofort zu einer Stimme der Modernisierung des Landes und zog pro-westliche Studenten an, die die Koalition der Jungafghanen bildeten. Siraj al Akhbar unternahm erhebliche Anstrengungen, um das Land über politische Angelegenheiten der Welt zu informieren und die fortschrittlichen Ideologien der jungen türkischen Koalition zu unterstützen. Trotz ihrer modernisierenden Ideale war die Zeitung auch ein Mittel der Propaganda der Monarchie und der panislamischen Fraktionen des Landes. Sie distanzierte sich von den Angelegenheiten des Britischen Empire und der Russischen Revolution und veröffentlichte Traktate aus türkischen Zeitungen, die die Feinde des Osmanischen Reiches verspotteten.

### Afghanistan: 1911–1919
1911 kontrollierte das Britische Empire die Außenpolitik Afghanistans. Noch vor wenigen Jahrzehnten hatte der zweite Anglo-Afghanische Krieg zur Niederlage der afghanischen Streitkräfte unter Emir Sher Ali Khan gegen Britisch-Indien geführt. Afghanistan durfte seine Souveränität auf Kosten der Übergabe seiner Außenpolitik an das Britische Empire behalten. Afghanistan verlor zudem durch die Errichtung der Durand-Linie, die die Grenze zwischen Afghanistan und Pakistan bildete, Gebiete südlich und nördlich des Landes. Als Habibullah Khan 1901 Emir von Afghanistan wurde, manifestierte sich der britische Einfluss im Bau einer Militärakademie und der Gründung einer neuen Schule.
Habibullah, der Afghanistan modernisieren wollte, leitete fortschrittliche Reformen ein. So wurden westliche Medizin und technologische Fortschritte wie das Telegramm in Afghanistan eingeführt. Siraj al-Akhbar förderte diese Reformen in Afghanistan und beflügelte das Land weiterhin mit dem Wunsch nach Unabhängigkeit. Sie wurde jedoch aufgelöst, bevor Afghanistan 1919 die Unabhängigkeit erlangte.

### Publikationsübersicht
Siraj al-Akhbar entnahm die meisten seiner Nachrichten ausländischen Zeitungen. Ursprünglich sollte es Nachrichten über Emir Habibullah liefern, als aber der Erste Weltkrieg ausbrach, begann Siraj al-Akhbar, Feindseligkeiten gegenüber der Neutralität Afghanistans in der Außenpolitik auszudrücken. Nachrichten aus der Türkei wurden häufig in Siraj al-Akhbar abgedruckt, und unter der Koalition der Jungafghanen entwickelten sich pro-türkische Gefühle. Der ständige Drang der Zeitung nach Unabhängigkeit und ihre anti-britischen Ansichten führten schließlich zur Auflösung der Zeitung.

### Format und Stil
Siraj al-Akhbar verwendete bei seiner Erstveröffentlichung ein großes Format (33 × 24 cm) mit bis zu 14 Seiten Inhalt. Die Sprache war überwiegend Persisch mit einigen Artikeln auf Arabisch und Türkisch. Ausländische Nachrichten wurden in der Regel, bevor sie gedruckt wurden, in die Landessprache übersetzt. Siraj al-Akhbar war auch eine Anlaufstelle für Dichter und Kurzgeschichtenschreiber in Afghanistan.
Ein Abschnitt war den Abonnenten gewidmet, die der Zeitung zum Lob des Emirs schreiben wollten, während ein weiterer Teil wissenschaftliche Artikel druckte, die die Industrialisierung und Modernisierung förderten.

### Rezeption
Siraj al-Akhbar gilt als verantwortlich für die Erneuerung der persischen Sprache in Afghanistan. Neue Formen der Poesie wurden durch die Präsentation, die die Zeitschrift für Dichter bereitstellte, eingeführt. Die Afghanen mussten sich mit der akademischen Sprache der Zeitschrift vertraut machen, die einer meist ungebildeten Bevölkerung unbekannt war. Das Magazin ist zudem für die Einführung französischer Literatur verantwortlich, die aus dem Türkischen ins Persische übersetzt wurde. Aufgrund dieser Publikation westlicher Ideale forderten konservative Lager des Landes die Auflösung der Zeitung und das Exil von Tarzi und seinen Anhängern.